# Lista de turnês e concertos de Paula Fernandes

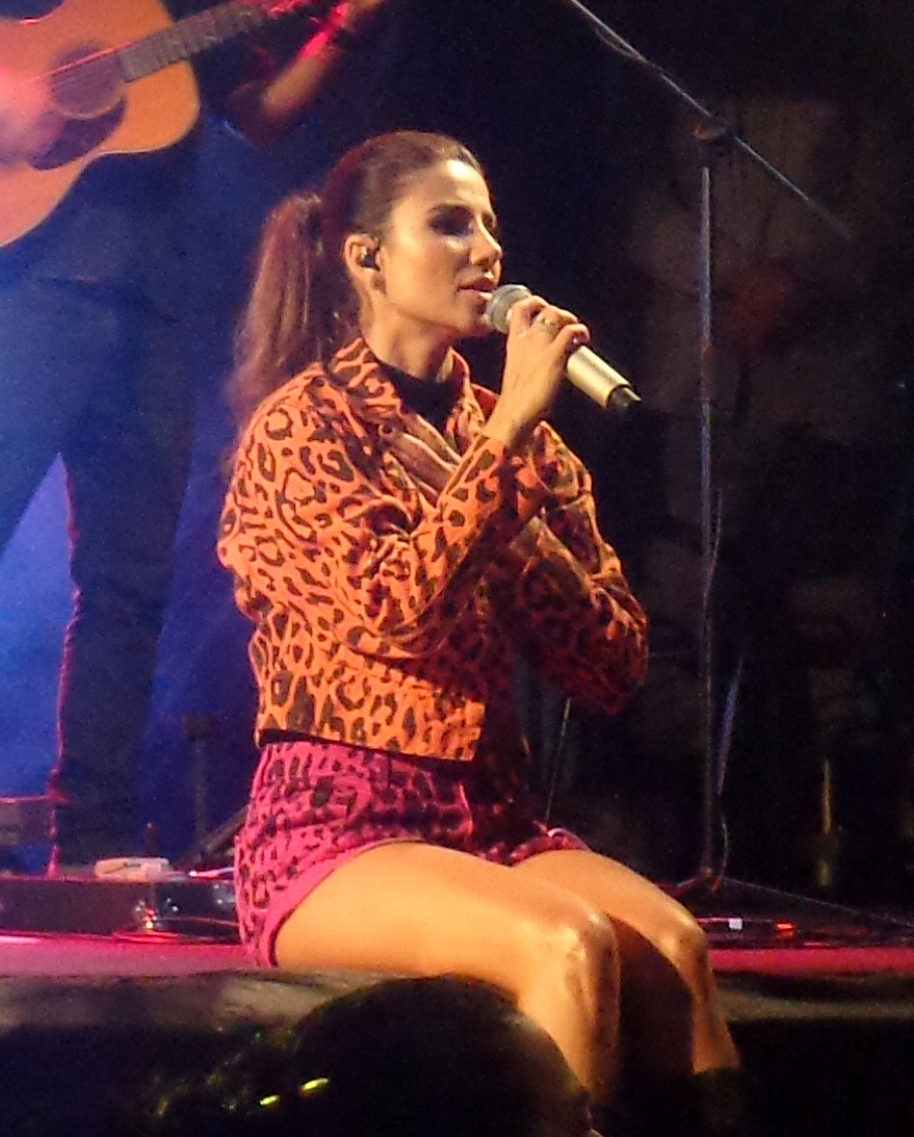
Paula Fernandes, Angra dos Reis, Junho.2022

## Turnês e concertos

### Ao Vivo (2011–2012)

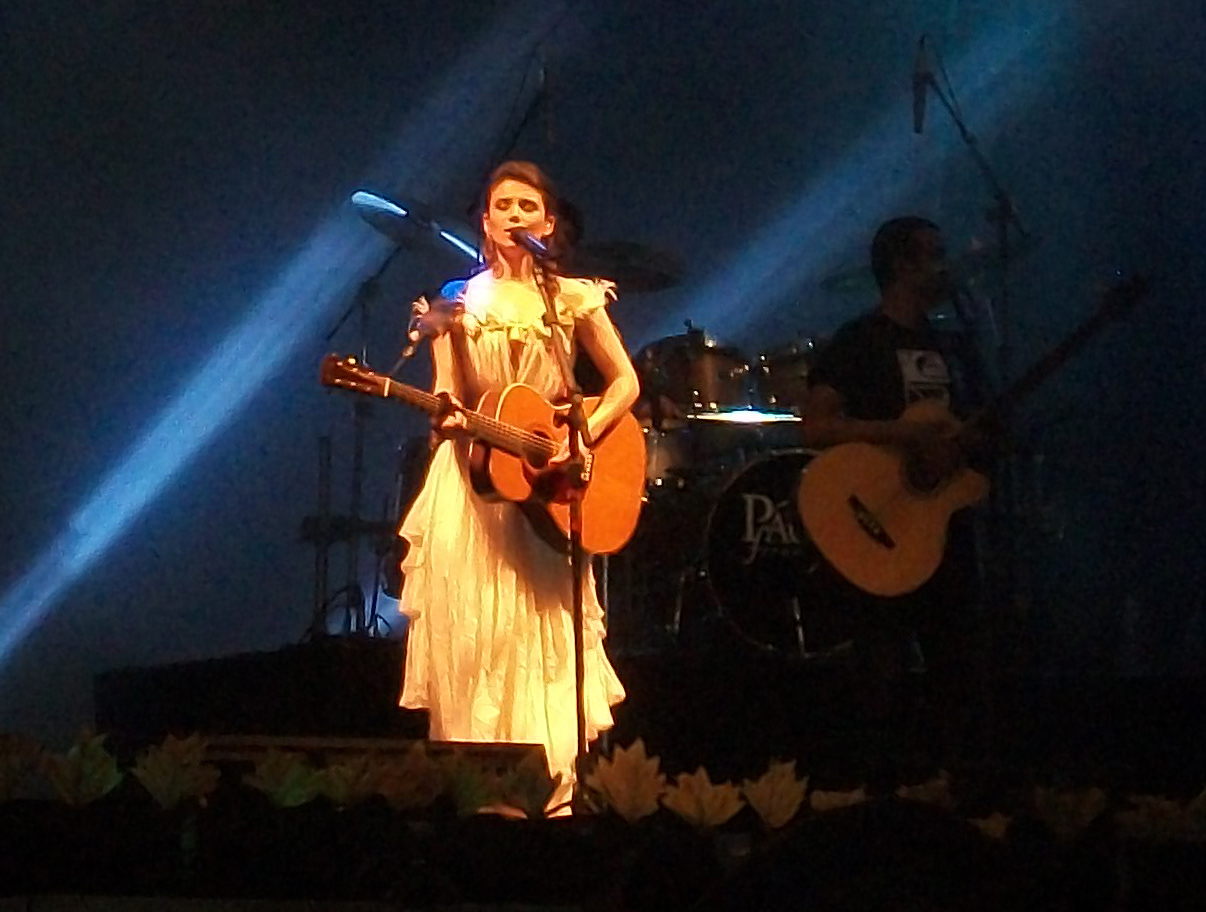
Fernandes se apresentando em Birigui (2011)

O show do primeiro DVD de Paula deu, à cantora, a consolidação de sua carreira artística no Brasil. Em 2011, a cantora realizou mais de 250 shows. A tour trazia um cenário simples e bucólico, com uma árvore ao fundo, folhas e lamparinas que caíam do teto junto a um famoso balanço onde a cantora sempre convidava um fã para "se balançar" enquanto Paula lhe fazia uma "serenata de amor". Foi durante esta turnê que Paula Fernandes gravou com Taylor Swift e também foi pela primeira vez indicada ao Grammy como melhor álbum sertanejo e revelação. A turnê teve duração de um ano e meio e terminou em maio de 2012 para o lançamento da nova tour da cantora, Meus Encantos.

### Meus Encantos (2012–2013)
Foi lançada em 23 de maio de 2012 em São Paulo e teve um ano e sete meses de duração.
A tour contou com 300 apresentações oficiais com o show "Meus Encantos", passando por países como Brasil, Espanha, Portugal, Cabo Verde, Angola, Estados Unidos, Itália e Suíça. O show, composto por cenários cheios de luzes, objetos físicos e efeitos em 3D, era caracterizado pelo aspecto teatral e por várias trocas de roupas em tempo recorde.
A turnê mundial "Meus Encantos" marcava o lançamento do álbum Meus Encantos, que vendeu mais de 250 000 cópias na semana de lançamento. O sucesso do álbum foi garantido. No Brasil, ocupou a primeira posição de vendas e foi certificado com disco de diamante pela Associação Brasileira dos Produtores de Discos, após a venda de mais de 1 milhão de cópias. O sucesso de vendas não ficou restrito apenas na América do Sul, pois na Europa, especificamente em Portugal, o álbum da tour ocupou a 2ª posição em vendas com mais de 200 000 cópias registradas pela Associação Fonográfica Portuguesa.  A turnê foi finalizada no dia 31 de dezembro de 2013 na cidade de Fortaleza com um show na Praia de Iracema para um público de 700 mil pessoas. Com o fim de Meus Encantos, Paula começou a se dedicar para os preparativos do lançamento da tour Um Ser Amor

### Um Ser Amor (2014–2015)
Foi a tour internacional de Paula Fernandes referente ao DVD homônimo da cantora. Lançada em 8 de fevereiro de 2014, o show dá continuidade à consagração da artista, que se mostra presente na mídia brasileira e internacional, sendo assim uma das mais importantes cantoras atualmente no Brasil. O cenário tem cinco grandes painéis de LED, sendo os três maiores montados no palco e dois nas laterais, dando, ao show, um efeito em 3D e 4D, esteira, elevadores giratórios e elementos físicos.
Em 14 de dezembro de 2013, a Jeito de Mato e a Universal Music promoveram um show exatamente igual ao da gravação do DVD homônimo Um Ser Amor, em virtude do pré-lançamento da tour de 2014 e do DVD. O espetáculo aconteceu no Citibank Hall. Foi a única apresentação que copiou o cenário original do DVD.

### Amanhecer (2015–2018)
Foi a quarta turnê de Paula Fernandes, tendo a sua pré-estreia em 2015,e é a de maior duração até hoje. A série de mais de 500 shows começou no início de 2016 e seguiu até meados do segundo semestre de 2018. O show é mais simples que seus antecessores, entretanto figura como um dos mais modernos do cenário musical nacional. Painéis de LED são a grande aposta da artista para esta turnê que já passou por todas as capitais do Brasil e por países da Europa, América do Sul e América do Norte. Foi durante esta turnê que Paula Fernandes foi premiada com o Grammy Latino de Melhor Álbum de Música Sertaneja.

### Acústico: Voz e Violão (2017)
Fazendo alusão as suas raízes sertanejas de início de carreira, Paula Fernandes adotou um show mais intimista nos teatros brasileiros. A turnê, de aproximadamente 150 apresentações, seguiu em paralelo à Turnê Amanhecer desde fevereiro de 2017 e seguiu até o fim do ano de 2018. Adotando a proposta de cantar grandes sucessos seus e de outros medalhões da música popular brasileira e internacional, o show segue uma linha mais intimista e simples que os demais. Um sofá, uma mesa, sua banda e um violão são os componentes do show que tem o repertório guiado pelos pedidos do público.

### Jeans (2018-2019)
É a sexta turnê da cantora Paula Fernandes. A série de shows tem produção de Joana Mazzucchelli e conta com grandes painéis de LED e elementos teatrais. Essa foi a turnê da cantora na qual visou apresentações nacionais e internacionais, justamente por seu formato. Paula lançou um EP com canções que integraram o repertório desse trabalho junto ao palco, EP esse que foi indicado ao Grammy e, além disso, houve uma gravação de DVD no meio do ano, intitulado Origens, gravado no Dia dos Namorados.

### Origens (2020–2022)
É a sétima turnê da cantora Paula Fernandes. A série de shows se iniciou logo após a gravação do DVD Origens, gravado em sua cidade natal para um público de 20 mil pessoas, recorde na cidade. Logo após iniciou-se a série de shows pelo Brasil e com datas marcadas para 2022 em Portugal e Suiça. Devido a Pandemia de corona vírus os shows de 2021 tiveram que ser remarcados para o ano de 2022.  

### 11:11 (2022-2024)

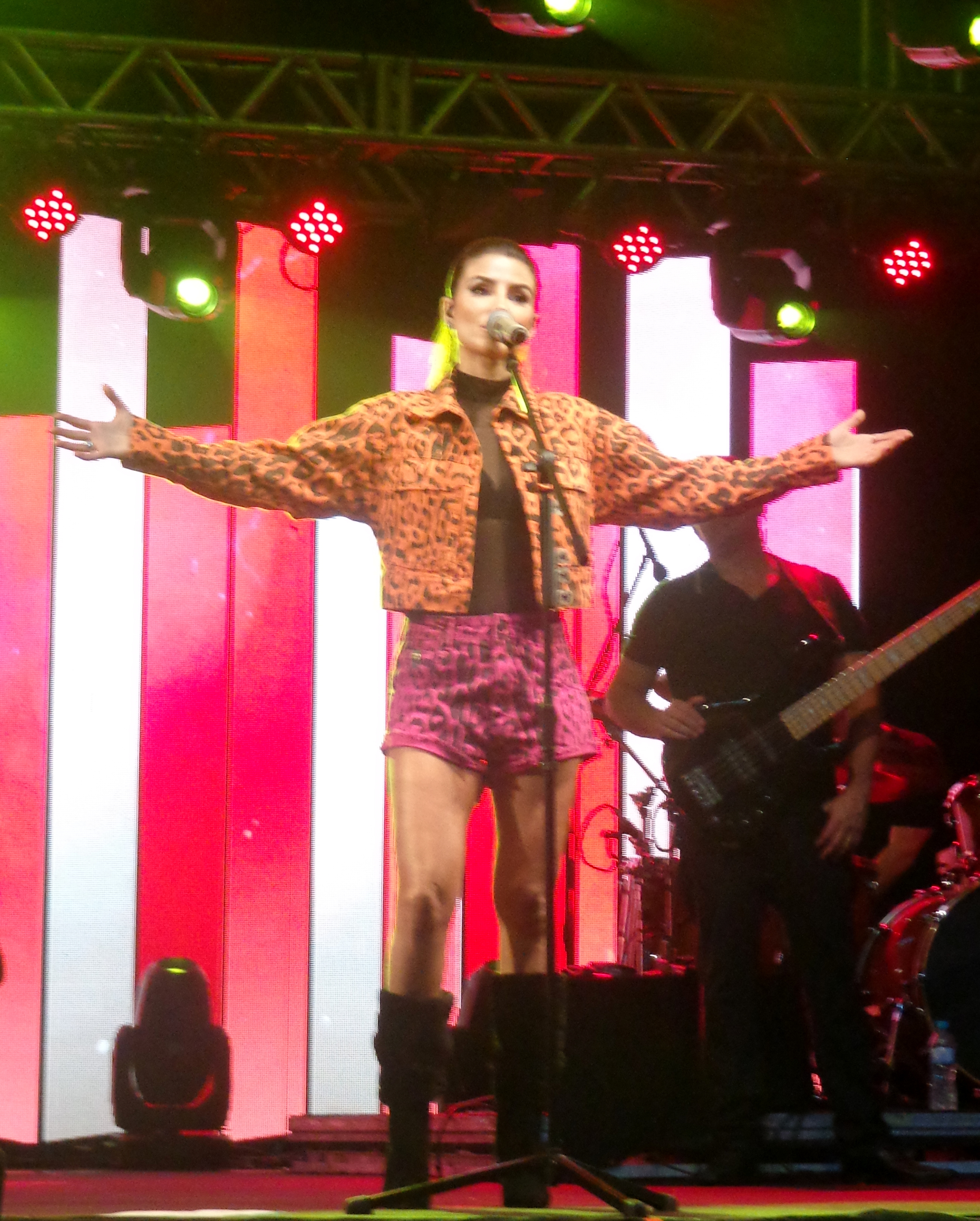
Fernandes ao vivo em Angra dos Reis (2022)

É a oitava turnê da cantora sertaneja Paula Fernandes. Os shows ocorreram antes do lançamento do álbum homônimo.
A cantora apresentou duas músicas inéditas do projeto "11:11". , na pré-estreia em Curitiba, a faixa "Gasolina" e o single "Bloqueia Meu Zap" que recebeu aplausos e gritos da plateia.
Fernandes também incluiu no repertório a música "Nascemos pra Cantar" da dupla Chitãozinho e Xororó. A canção "Tá Tudo Bem" em parceria com a dupla Israel & Rodolffo foi escolhida como faixa de trabalho e destaque das apresentações.
Algumas canções como "Long Live","Eu Sem Você" e "Pássaro de Fogo" também entraram para o setlist dos shows, ganhando novos arranjos, a turnê foi lançada oficialmente em Tokio Marine Hall em São Paulo no dia 22 de outubro de 2022. O repertório é totalizado com 32 faixas sendo canções antigas, novos sucessos como "Ciúmes Demais", e feats nos telões como "Paredão" em parceria com Zé Vaqueiro, modas do sertanejo em homenagem a artistas do seguimento, Paula ainda incluiu sucessos de Gusttavo Lima,Zé Neto & Cristiano,Ana Castela,Pedro Sampaio a qual a cantora convida alguém da plateia para dançar com ela no palco, geralmente crianças, a artista ainda incluiu sucessos de Maiara & Maraísa e canções da rainha da sofrência Marília Mendonça.